# Sveriges Sportfiske- och Fiskevårdsförbund
Sveriges Sportfiske- och Fiskevårdsförbund är en ideell organisation., vanligen kallad Sportfiskarna. Organisationen syftar till att tillvarata medlemmarnas intressen i frågor rörande sportfiske.
Förbundet är uppdelat på 26 distrikt, i varje distrikt ingår ett flertal fiskeföreningar. Förbundet har sitt säte i Stockholm. Styrelsens ordförande är det tidigare finanskommunalrådet i Malmö, Joakim Ollén.

## Organisationens mål
- Utveckla ett sportfiske tillgängligt för alla,
- Värna och vårda sjöar och vattendrag,
- Sätta sportfisket i centrum för all verksamhet,
- Skapa opinion och driva debatt i samhället rörande frågor om sportfiske och fiskevård,
- Företräda medlemmarnas gemensamma intressen,
- Stimulera och utveckla fiske- och naturintresset hos barn och ungdomar,
- Organisera det svenska tävlingsfisket och bidra till dess utveckling,
- Initiera och stödja forskning i fiske-, vatten- och miljövård